# Franz Beckenbauer
Franz Anton Beckenbauer (* 11. September 1945 in München; † 7. Januar 2024 in Salzburg) war ein deutscher Fußballspieler, -trainer und -funktionär. Er gilt als eine der bedeutendsten Persönlichkeiten in der Geschichte des Fußballs und als einer der besten Fußballer des 20. Jahrhunderts. Bereits früh erhielt er den Spitznamen „Kaiser“ und wurde häufig als „Lichtgestalt des deutschen Fußballs“ bezeichnet. Auf seiner Position des Libero setzte Beckenbauer mit seiner offensiven und leichtfüßigen Spielweise Maßstäbe.
Beckenbauer stieß 1959 als Jugendspieler zum FC Bayern München, wo er 18 Jahre blieb und maßgeblich zum Aufstieg des Vereins als erfolgreichster deutscher Fußballclub beitrug. Als Spieler reifte er zum Mannschaftskapitän und gewann mit dem FC Bayern national sowie international die wichtigsten Titel im Vereinsfußball. Seine Karriere ließ er bei New York Cosmos und beim Hamburger SV ausklingen.
Seine größten sportlichen Erfolge feierte Beckenbauer mit der deutschen Nationalmannschaft, deren Kapitän er ab 1971 war. Nach dem Gewinn der Fußball-Europameisterschaft 1972 führte er die Nationalmannschaft zum Titel der Weltmeisterschaft 1974 im eigenen Land. Von 1984 bis 1990 war er als Teamchef tätig und führte die DFB-Elf bei der Weltmeisterschaft 1990 auch als Trainer zum WM-Titel.
Er ist neben Mário Zagallo und Didier Deschamps der einzige, der sowohl als Spieler als auch als Trainer Weltmeister wurde. Nach seinem Rücktritt als Teamchef der deutschen Nationalmannschaft konzentrierte sich Beckenbauer verstärkt auf seine Funktionärslaufbahn, kehrte aber zwischenzeitlich bei Olympique Marseille und dem FC Bayern München für kurzfristige Engagements auf die Trainerbank zurück.
Beckenbauer war von 1994 bis 2009 Präsident des FC Bayern München. 2009 wurde er zum Ehrenpräsidenten ernannt. Zudem war er Präsident des Organisationskomitees der Fußball-Weltmeisterschaft 2006 und Aufsichtsratsvorsitzender der FC Bayern München AG. Von 1998 bis 2010 gehörte er als einer der DFB-Vizepräsidenten dem DFB-Präsidium an und war von 2007 bis 2011 Mitglied des FIFA-Exekutivkomitees.
Der Spiegel machte im Oktober 2015 Korruptionsvorwürfe gegen Beckenbauer im Zusammenhang mit der Vergabe der WM 2006 publik, die ihn in die Kritik brachten. In den letzten Jahren seines Lebens hatte er sich, gesundheitlich angeschlagen, aus der Öffentlichkeit zurückgezogen.

## Privatleben

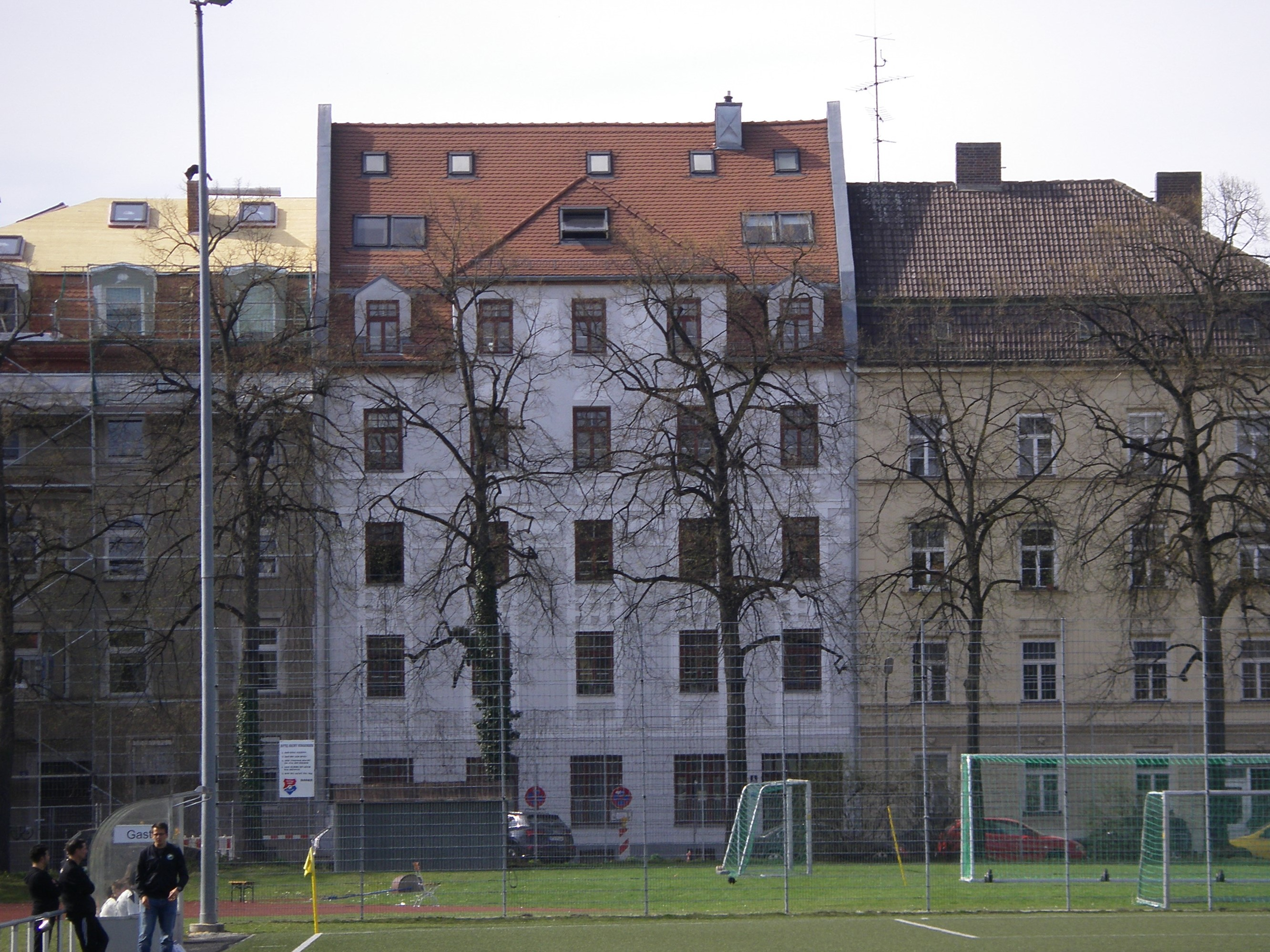
Im 4. Stock des Hauses Bonifatiusplatz 2 in München-Giesing (später in Zugspitzstraße 6 umbenannt) wuchs Franz Beckenbauer auf. Unmittelbar gegenüber (im Bildvordergrund) liegt der Sportplatz des SC München von 1906 (hier war der St. Bonifatiusplatz).

Franz Anton Beckenbauer wurde 1945 als zweiter Sohn des mittleren Postbeamten und gelernten Maschinenschlossers Franz Beckenbauer (1905–1977) und dessen Frau Antonie Hupfauf (* 23. Juni 1913; † 11. Januar 2006) in der Maxvorstadt in München geboren und wuchs gemeinsam mit seinem 1941 geborenen Bruder Walter Beckenbauer in München-Giesing auf.
Es war die Mutter und Hausfrau Antonie Beckenbauer – so Walter Beckenbauer –, die die Erziehung in die Hand genommen hatte. Ihre Maxime sei gewesen: Es zähle nur der Mensch, es zähle nicht die Hautfarbe, die Konfession, die sexuelle Neigung etc.
Die Mutter war ein gläubiger Mensch und bis ins hohe Alter regelmäßige Kirchgängerin. Sie vermittelte den Kindern christliche Werte und den katholischen Glauben. Franz Beckenbauer war in der Folge Messdiener in der Pfarrei der Heilig-Kreuz-Kirche in München-Obergiesing und machte auch bei der Katholischen Jugend mit.
Beckenbauer besuchte mit sechs Jahren zuerst die Volksschule an der St.-Martin-Straße und nach zwei Jahren die Volksschule Silberhorn (später aufgegangen in der Ichoschule) in München-Obergiesing und machte dort seinen Hauptschulabschluss. Danach absolvierte er ab 1959 eine Berufsausbildung als Versicherungskaufmann bei der Allianz Versicherungs AG in München. Als Versicherungskaufmann war er dort zunächst auch tätig, allerdings verhinderte diese Vollzeit-Berufstätigkeit ein umfangreicheres Fußball-Training, so dass er sich für den Fußball entschied. Sein Onkel Alfons Beckenbauer war ebenfalls für den FC Bayern München aktiv und Spieler der deutschen Arbeiternationalmannschaft.
Beckenbauer wohnte in den 1960er Jahren in München-Solln und ab 1971 in Grünwald. 1977 verlegte er seinen Wohnsitz aus steuerlichen Gründen nach Sarnen im Schweizer Kanton Obwalden. Ab 1982 lebte er im österreichischen Oberndorf in Tirol (im Bezirk Kitzbühel) und ab 2005 im Salzburger Stadtteil Parsch, während er beruflich nach wie vor in Deutschland tätig war. Beckenbauer war Golfspieler, nach ihm ist der Beckenbauer Golf Course bei Bad Griesbach benannt, der von 2013 bis 2017 Austragungsort der PGA European Tour war.
Beckenbauer war dreimal verheiratet und Vater von fünf Kindern. Aus einer kurzen Liaison mit der Versicherungsangestellten Ingrid Grönke stammt ein Sohn (* 1963). Aus der Ehe (1966–1990) mit der Ingolstädter Sekretärin Brigitte Wittmann (1945–2021) stammen zwei weitere Söhne (* 1966, * 1968); der jüngere Sohn Stephan war Fußballprofi und starb 2015. Von 1977 bis 1988 war Beckenbauer mit der Fotografin Diana Sandmann zusammen. Die Ehe mit der DFB-Sekretärin Sybille Weimer dauerte von 1990 bis 2002. Mit Heidrun Burmester, Sekretärin des FC Bayern, die er Ende der 1990er Jahre kennengelernt hatte und mit der er ab 2006 verheiratet war, bekam er einen weiteren Sohn (* 2000) und eine Tochter (* 2003).
Franz Beckenbauer hatte in seinen letzten Lebensjahren gesundheitliche Probleme. 2016 wurden ihm bei einer Herzoperation sechs Bypässe gelegt, und ein Augeninfarkt ließ ihn 2019 auf dem rechten Auge nahezu erblinden. Beckenbauer, der nach Auskunft von Hans-Wilhelm Müller-Wohlfahrt zuletzt an der Parkinson-Krankheit litt, starb am 7. Januar 2024 im Alter von 78 Jahren im österreichischen Salzburg. Er wurde im Grab seiner Eltern auf dem Friedhof am Perlacher Forst ⊙ in München beigesetzt. Sein 2015 verstorbener Sohn Stephan liegt schräg gegenüber in einem anderen Grab.

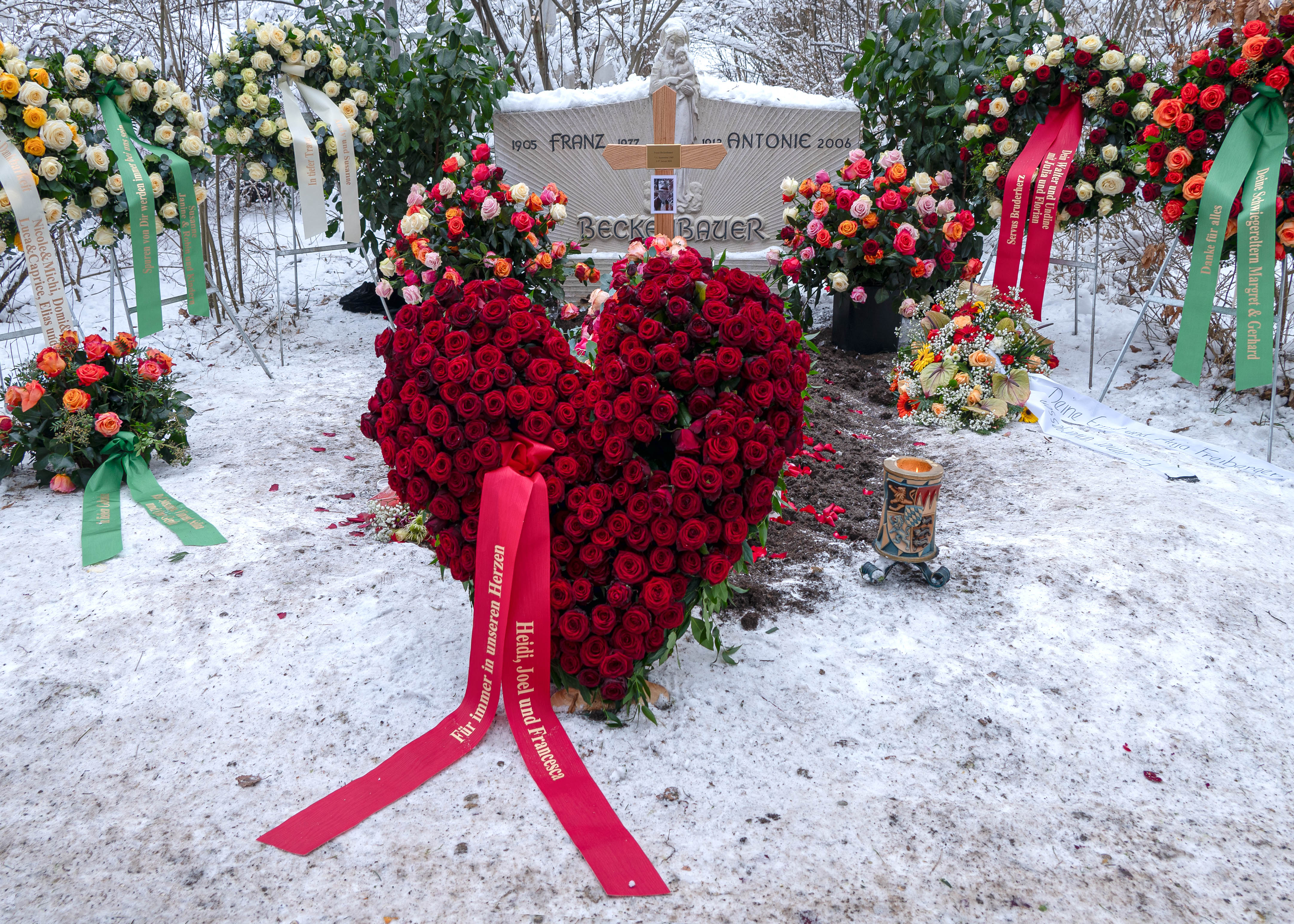
Grab von Franz Beckenbauer auf dem Friedhof am Perlacher Forst

 Am 19. Januar 2024 veranstaltete der FC Bayern in der Münchner Allianz Arena eine groß angelegte Gedenkfeier, an der neben dem Bundespräsidenten Frank-Walter Steinmeier, der eine Trauerrede hielt, eine Vielzahl Sportler, Weggefährten und Freunde Beckenbauers, Politiker, Künstler und rund 20.000 weitere Trauergäste teilnahmen.

## Werdegang

### Vereinslaufbahn

#### Jugend (bis 1964)
Beckenbauer lernte das Fußballspielen beim SC 1906 München, dessen Vereinsgelände im Stadtteil Giesing in unmittelbarer Nähe seines Elternhauses liegt. Als 12-Jähriger plante er 1958 den Wechsel zum TSV 1860 München. Als er während eines Spiels gegen eben jenen Verein mit dem Gegenspieler Gerhard König aneinandergeriet und dieser ihm eine Ohrfeige gab, änderte Beckenbauer seine Pläne und wechselte stattdessen zum FC Bayern München.

#### FC Bayern München (1964 bis 1977)

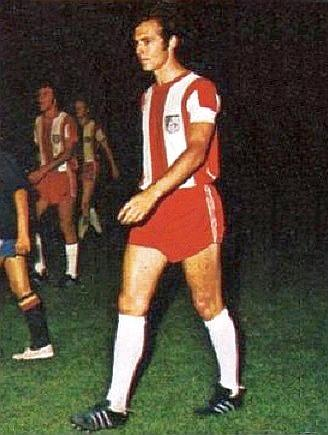
„Kaiser“ Franz im Trikot des FC Bayern (1973)

Im Alter von 18 Jahren debütierte Beckenbauer in der ersten Mannschaft des FC Bayern am 1. Spieltag der Aufstiegsrunde zur Bundesliga (6. Juni 1964) gegen den FC St. Pauli. Das Spiel endete 4:0, und Beckenbauer erzielte dabei sein erstes Pflichtspieltor.
1964 begann die langjährige Zusammenarbeit mit seinem Manager Robert Schwan.
Als Linksaußen oder im Mittelfeld spielte er in seiner ersten Saison in der Regionalliga Süd 1964/65 ab dem 8. Spieltag in der Stammformation des FC Bayern. Am 20. September 1964 erzielte er mit dem 4:1 und 5:1-Endstand gegen den ESV Ingolstadt-Ringsee seine ersten Regionalliga-Tore; insgesamt gelangen ihm 16 Tore, davon fünf per Elfmeter. Am Ende der Saison belegte Bayern München mit 55:17 Punkten und 146:32 Toren Platz 1 und stieg durch den Gruppensieg in der Aufstiegsrunde in die Bundesliga auf. Ab der Regionalliga Süd spielte er zusammen mit Sepp Maier und Gerd Müller, mit denen er in den Folgejahren den deutschen Fußball bestimmte.

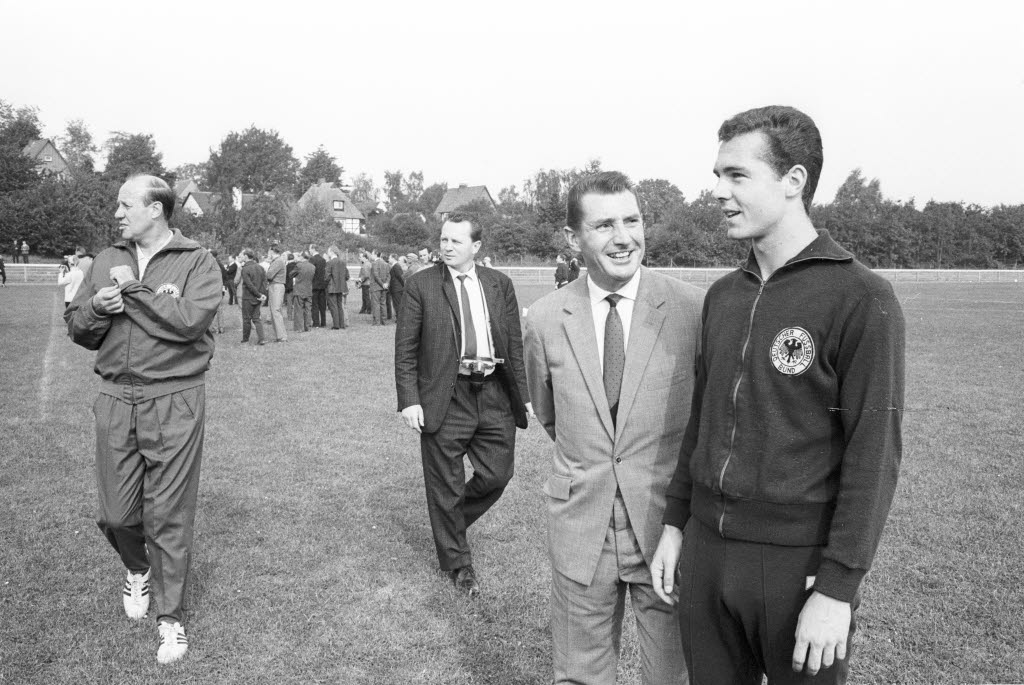
Beckenbauer (rechts) mit Fritz Walter, ganz links Helmut Schön, Malente (1965)

In der ersten Bundesliga-Saison verlor der FC Bayern München am 14. August 1965 am ersten Spieltag das erste Münchner Stadtderby der Bundesliga-Geschichte gegen den TSV 1860 München mit 0:1 und hatte am Ende der Saison als Dritter drei Punkte Rückstand auf die Sechziger. Dafür gewannen die Bayern am 4. Juni 1966 das Finale um den DFB-Pokal, wobei Beckenbauer das Tor zum 4:2-Endstand gegen den Meidericher SV erzielte. Beckenbauer war auch der erste Spieler der Bayern, der in der neuen Bundesliga einen Strafstoß verwandelte, nachdem er zuvor beim ersten überhaupt zugesprochenen an Tilkowski gescheitert war.
1967 gewann Beckenbauer mit dem FC Bayern als zweiter deutschen Mannschaft den Europapokal der Pokalsieger und verteidigte den DFB-Pokal. Die Saison 1967/68 verlief für ihn und seine Mannschaft eher enttäuschend: in der Bundesliga wurde der 5. Platz erreicht, im DFB-Pokal schied man im Halbfinale beim Zweitligisten VfL Bochum aus.

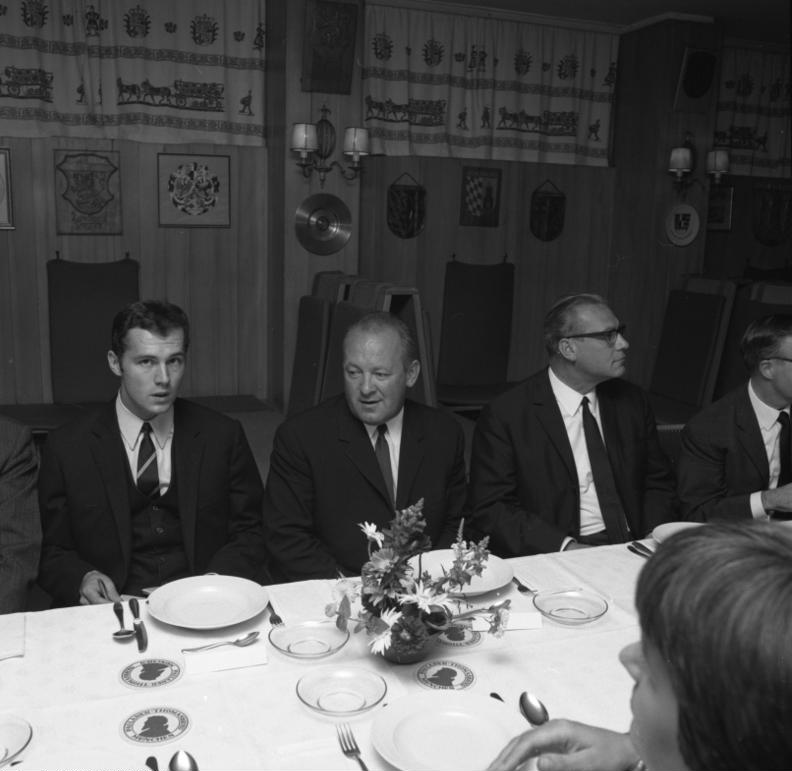
Beckenbauer (links), Cajkovski (Mitte), 1967

In der Saison 1968/69 gewann Beckenbauer erstmals die deutsche Meisterschaft mit dem FC Bayern München. Im selben Jahr gewann er mit der Mannschaft auch den DFB-Pokal und damit das Double. Im Wettbewerb des Europapokals der Landesmeister scheiterte das Team in der ersten Runde nach einem 2:0 und 0:3 gegen den AS Saint-Étienne.
In dieser Zeit wechselte Beckenbauer von der Position des Mittelfeldspielers auf den Liberoposten, wobei er diese Position sehr offensiv ausübte und sich oft in das Angriffsspiel seines Teams mit einbrachte. Insbesondere die Doppelpässe mit Gerd Müller sorgten immer wieder für Verwirrung in der gegnerischen Abwehr. Zudem öffnete er durch lange Pässe das Spiel, wobei er das Außenristspiel perfektionierte. 1971 wurde erneut der DFB-Pokal gewonnen, in der Bundesliga konnte die erstmalige Titelverteidigung durch Borussia Mönchengladbach nicht verhindert werden. Am letzten Spieltag wurde durch ein 0:2 in Duisburg die Meisterschaft verspielt.
1972, 1973 und 1974 gelangen dem FC Bayern mit Beckenbauer als erstem deutschen Verein drei Meistertitel in Folge. 1974 war Beckenbauers erfolgreichstes Jahr. Zunächst konnte am 33. Bundesliga-Spieltag der Meistertitel gesichert werden, dann gewann er mit dem FC Bayern als erster deutschen Mannschaft den Europapokal der Landesmeister. Zudem wurde er mit der Nationalmannschaft Weltmeister im eigenen Land. 1975 und 1976 verteidigte er mit den Bayern den Europapokal der Landesmeister und gewann 1976 den Weltpokal.

#### New York Cosmos (1977 bis 1980)

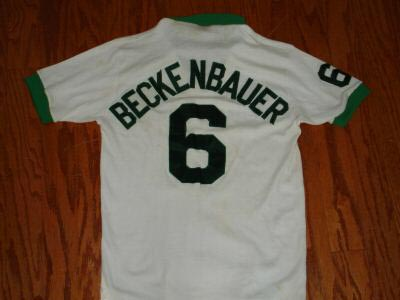
Das Trikot Beckenbauers bei den New York Cosmos

1977 wechselte er – auch aus privaten Gründen – zu New York Cosmos in die North American Soccer League. Seine damalige Ehekrise und die Beziehung zu der Sportfotografin Diana Sandmann wurden von der Bild-Zeitung, für die er später als Kolumnist tätig war, „ausgeschlachtet“, da sowohl für Bild als auch für einige DFB-Funktionäre ein geschiedener Nationalmannschaftskapitän zu jener Zeit nicht akzeptabel war. In den USA spielte er an der Seite von Pelé, wurde dreifacher NASL-Meister (1977, 1978, 1980) und in die National Soccer Hall of Fame aufgenommen. Beckenbauer lebte im Apartment-Hotel Navarro in New York City.

#### Hamburger SV (1980 bis 1982)
Nachdem Beckenbauer am 23. Mai 1980 einen Vertrag beim Hamburger SV unterschrieben hatte, kehrte er nach dem Vertragsablauf in New York am 31. Oktober 1980 in die Bundesliga zurück. Sein HSV-Debüt hatte er gegen den VfB Stuttgart am 15. November 1980. Seine Bundesliga-Laufbahn beendete er beim HSV in der Saison 1981/82 mit seinem fünften deutschen Meistertitel.
Im Laufe seiner Bundesligakarriere absolvierte Beckenbauer 424 Bundesligaspiele, davon 396 für den FC Bayern München und 28 für den Hamburger SV. Alle 44 Bundesligatore erzielte er für die Bayern. Mit vier Eigentoren belegte er lange Platz drei in der ewigen Eigentorschützen-Tabelle der Bundesliga und teilt sich Anfang 2024 den sechsten Platz mit 15 weiteren Spielern. Beckenbauer traf nur bei drei von sechs Elfmeterschüssen für den FC Bayern München.

#### New York Cosmos (1983)

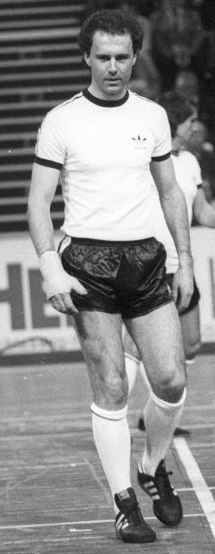
Beckenbauer beim Sportpressefest in Kiel, 1983

1983 kehrte er in die Vereinigten Staaten zurück, um nochmals eine Saison für New York Cosmos zu spielen. Das letzte Pflichtspiel in seiner Karriere als Spieler bestritt Beckenbauer am 12. September 1983 im NASL-Viertelfinale gegen Le Manic de Montréal (0:1).

### Laufbahn in der Nationalmannschaft

#### Die Anfänge (1964 bis 1966)
Das Nationaltrikot trug Beckenbauer erstmals am 8. März 1964 für die DFB-Jugendauswahl, die in Lörrach durch seine beiden Tore mit 2:1 gegen die Schweiz gewann. Für diese Auswahlmannschaft wirkte er auch in zwei Gruppenspielen des UEFA-Juniorenturniers am 26. und 30. März 1964 mit: In Enschede gewann die deutsche Auswahl (mit einem Treffer von ihm) gegen Schweden mit 2:1 und in Apeldoorn ging das Spiel gegen den Gastgeber mit 1:3 verloren. Für die B-Nationalmannschaft debütierte er am 10. März 1965, als er in Hannover gegen die Niederlande (1:1) für Günter Netzer eingewechselt wurde. Sein zweiter und letzter Einsatz für das B-Team fand am 1. September 1965 in Köln beim 3:0 gegen die Sowjetunion statt.
Sein erstes Spiel für die A-Nationalmannschaft bestritt Beckenbauer am 16. Februar 1965 in Duisburg in einem so genannten Probespiel vor 30.000 Zuschauern gegen den FC Chelsea.
Zu seinem A-Länderspiel-Debüt kam er am 26. September 1965 in Stockholm im WM-Qualifikationsspiel gegen die Schwedische Fußballnationalmannschaft nach sechs Bundesliga-Spielen. Mit dem 2:1-Sieg konnte sich Deutschland für die Weltmeisterschaft 1966 in England qualifizieren. In seinem fünften Länderspiel am 23. März 1966 gegen die Niederlande schoss er seine ersten beiden Tore für die Nationalmannschaft (Endstand 4:2).

#### Weltmeisterschaft 1966
Bei der WM in England 1966 spielte der 20-jährige Beckenbauer ein überragendes Turnier. Obwohl im defensiven Mittelfeld positioniert, interpretierte er diese Position sehr offensiv. Im ersten Spiel gegen die Schweiz, das mit 5:0 gewonnen wurde, schoss er zwei Tore. Im gesamten Turnier erzielte er insgesamt vier Tore und belegte mit drei anderen Spielern den dritten Platz in der Torschützenliste. Im Endspiel gegen England wurde er von Nationaltrainer Helmut Schön gegen Bobby Charlton, den damaligen Superstar der Engländer, als Manndecker positioniert. Auch Charlton wurde vom Teamchef Alf Ramsey so aufgestellt, direkt gegen Beckenbauer zu spielen, um so das offensive Umschaltspiel von Beckenbauer zu unterbinden. Dadurch „neutralisierten“ sich beide Spieler über das gesamte Spiel. Am Ende gewann England jedoch das WM-Finale mit 4:2 n. V. und wurde zum ersten Mal Weltmeister.
Beckenbauer wurde in diesem Jahr zu Deutschlands Fußballer des Jahres gewählt. Diesen Titel errang er auch 1968, 1974 und 1976. Am 1. Juni 1968 gewann Deutschland durch ein Tor von Beckenbauer erstmals gegen England und 15 Tage später erstmals gegen Brasilien.

#### Weltmeisterschaft 1970
Bei der Weltmeisterschaft 1970 in Mexiko war Beckenbauer Stammspieler, spielte aber nicht als Libero, das übernahmen Willi Schulz und später Karl-Heinz Schnellinger. Im Viertelfinale gegen England leitete Beckenbauer durch sein Anschlusstor zum 1:2 die Wende ein (Endstand 3:2 n. V.). Im Halbfinale, das im Jahrhundertspiel gegen Italien 3:4 n. V. verloren wurde, zog er sich eine schwere Schulterverletzung zu und musste, da das Auswechselkontingent erschöpft war, mit verbundener Schulter weiterspielen. Im Spiel um den 3. Platz kam er nicht mehr zum Einsatz. Bereits im ersten Spiel nach der WM stand er wieder in der Mannschaft und bestritt zwischen dem 9. September 1970 und 23. Februar 1977 60 Länderspiele in Folge, was noch von keinem Spieler übertroffen wurde.
Ab dem EM-Qualifikationsspiel am 25. April 1971 wurde er von Bundestrainer Helmut Schön permanent auf der Liberoposition eingesetzt und führte beim Spiel in Istanbul gegen die Türkei erstmals die Nationalmannschaft als Kapitän aufs Feld. Als Nachfolger des Trägers der Kapitänsbinde von Uwe Seeler war zunächst Wolfgang Overath vorgesehen, so dass Beckenbauer nur dann als Kapitän auflaufen konnte, wenn Overath nicht spielte. Als Overath 1972 verletzungsbedingt einige Spiele fehlte, festigte Beckenbauer seine Rolle als Mannschaftskapitän und behielt diese Position auch, als Overath zurückkehrte.

#### Europameister 1972
1972 führte Beckenbauer als Kapitän und Libero Deutschland durch einen 3:0-Endspielsieg gegen die UdSSR zum Europameistertitel. Er wurde daraufhin 1972 als zweiter Deutscher (nach Gerd Müller 1970) mit dem Ballon d’Or als Europas Fußballer des Jahres ausgezeichnet. Auf dem Weg zum EM-Titel gelang am 29. April 1972 im EM-Viertelfinalspiel im Wembley-Stadion der erste Auswärtssieg gegen England.
Mit seinem 73. Länderspiel am 24. November 1973 in Stuttgart (Deutschland – Spanien 2:1) wurde er Rekordnationalspieler des DFB. Er überbot damit den Rekord von Uwe Seeler und wurde erst am 17. November 1993 von Lothar Matthäus abgelöst.

#### Weltmeister 1974

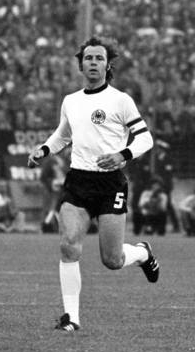
Beckenbauer bei der WM 1974

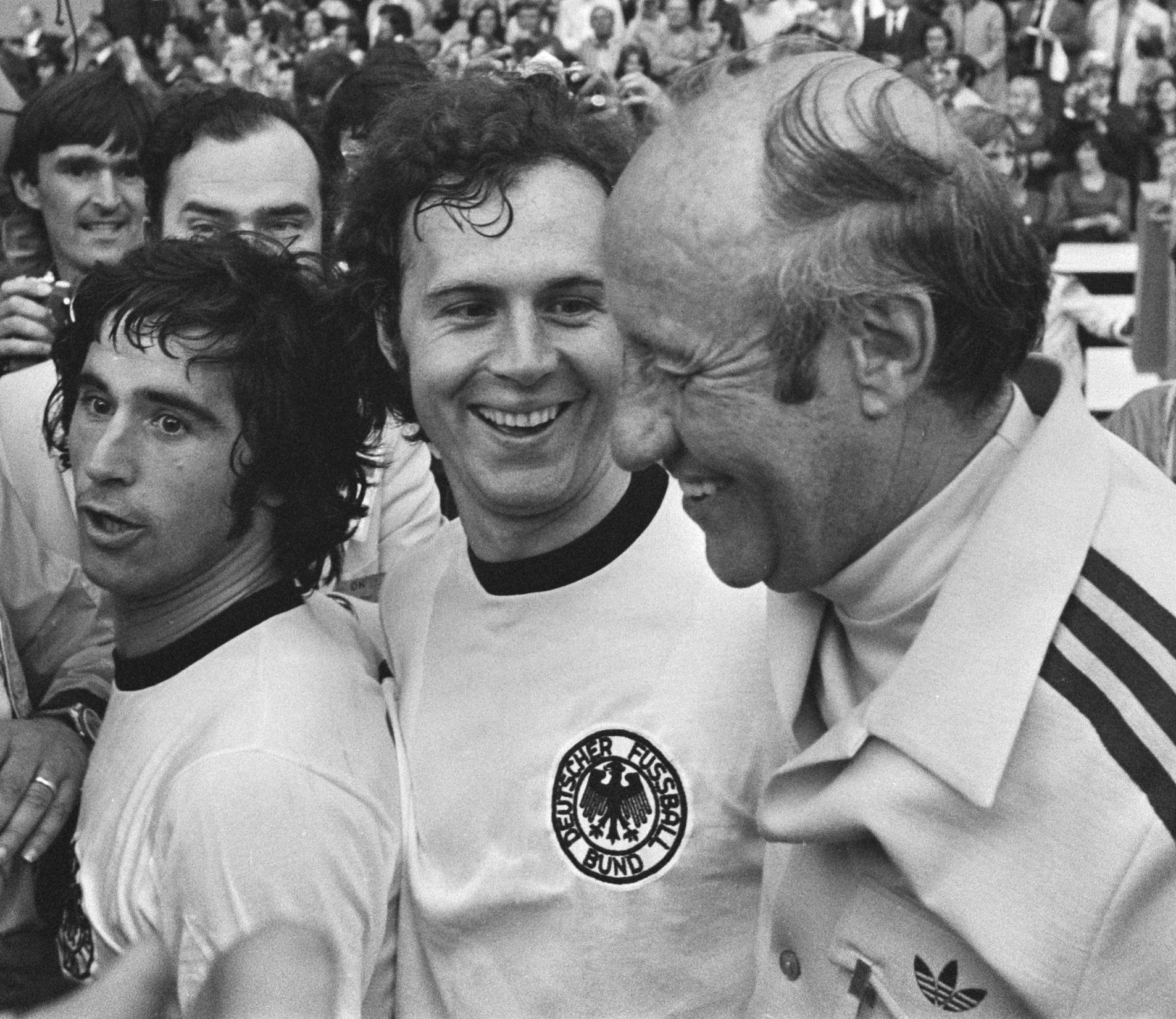
Franz Beckenbauer mit Gerd Müller (links) und Helmut Schön (rechts) nach dem Finale der WM 1974

1974 führte Beckenbauer bei seiner dritten Weltmeisterschaft die Mannschaft bis ins Endspiel. Nach anfänglichen Schwierigkeiten in den Gruppenspielen, u. a. einem 0:1 im einzigen Länderspiel überhaupt gegen die DDR, motivierte er seine Mannschaft in der sogenannten Nacht von Malente zu einer Leistungssteigerung in der erstmals ausgetragenen Zwischenrunde (2. Finalrunde), so dass nach Siegen gegen Jugoslawien, Schweden und Polen das Finale gegen die Niederlande erreicht und mit 2:1 gewonnen wurde.

#### Europameisterschaft 1976
1976 führte er die Nationalmannschaft erneut ins Endspiel der Europameisterschaft. Dort unterlag die Mannschaft in seinem 100. Länderspiel gegen die Tschechoslowakei in der Nacht von Belgrad im Elfmeterschießen. Dennoch wurde er nochmals mit dem Ballon d’Or als Europas Fußballer des Jahres ausgezeichnet. Es war seine vierte Endspielteilnahme mit der Nationalmannschaft. Beckenbauer ist der bisher einzige Spieler (Stand 2024), der in je zwei EM- und WM-Endspielen stand.

#### Karriereende in der Nationalmannschaft (1977)
Der Wechsel in die USA 1977 zu Cosmos New York bedeutete das Ende seiner Zeit als Nationalspieler, da zu dieser Zeit im Ausland tätige Spieler nach den Erfahrungen bei der WM 1974, als ein nicht austrainierter Günter Netzer von Real Madrid zur WM kam, nicht berücksichtigt wurden. Das galt umso mehr angesichts des Rufs der US-amerikanischen Liga als „Operettenliga“ (so DFB-Präsident Hermann Neuberger). Zudem erhielt Beckenbauer von Cosmos keine Freigabe für die WM 1978. So war sein 103. Länderspiel am 23. Februar 1977 (0:1 gegen Frankreich) sein letztes.
In den zwölf Jahren als Nationalspieler bestritt er 103 Länderspiele und schoss 14 Tore. Er kam dabei in 91 % der ausgetragenen Spiele zum Einsatz. Kein anderer Spieler mit 80 oder mehr Länderspielen erreichte diese Quote. In all seinen Länderspielen stand er in der Startaufstellung und wurde lediglich sechsmal ausgewechselt.

### Teamchef der deutschen Fußballnationalmannschaft (1984 bis 1990)

#### Einstand
Nachdem bei der Europameisterschaft 1984 eine deutsche Mannschaft bei einem Turnier erstmals bereits in der Gruppenphase ausgeschieden war, übernahm Beckenbauer die Verantwortung für die deutsche Nationalmannschaft als Nachfolger des zurückgetretenen Jupp Derwall. Da er keine anerkannte Trainerlizenz besaß, fungierte er in der neu geschaffenen Position als Teamchef, wobei ihm ein Bundestrainer als Co-Trainer zur Seite gestellt wurde. Diese Funktion übernahm zunächst Horst Köppel, später Holger Osieck. Das erste Spiel der von ihm betreuten Nationalmannschaft fand am 12. September 1984 in Düsseldorf statt und wurde mit 1:3 gegen Argentinien verloren. Damit war er der erste Teamchef, dessen Mannschaft das erste Spiel verlor. Dennoch schaffte er mit der Mannschaft gegen Portugal, Schweden und die Tschechoslowakei die Qualifikation zur WM, musste aber, nachdem die Qualifikation schon erreicht war, mit einem 0:1 gegen Portugal am 31. Oktober 1985 in Stuttgart die erste Niederlage einer deutschen Nationalmannschaft in einem WM-Qualifikationsspiel einstecken.

#### Weltmeisterschaft 1986
Die von Beckenbauer zusammengestellte Mannschaft fuhr ohne große Erwartungen zur Weltmeisterschaft 1986. Trotz mäßiger Spiele, beispielsweise einem 0:2 gegen Dänemark in der Vorrunde, gelangte die Mannschaft ins Endspiel. Dort zeigte die Mannschaft gegen Argentinien eines ihrer besten Spiele dieses Turniers. Sie glich einen 0:2-Rückstand kurz vor dem Ende des Spiels aus, um in den Schlussminuten mit 2:3 zu verlieren.
Während der WM kam es zu einem Eklat im deutschen Lager, als Beckenbauer von Ersatztorhüter Uli Stein in Anspielung auf seine frühere Werbetätigkeit für die Firma Knorr als „Suppenkasper“ bezeichnet wurde (Suppenkasper-Affäre). Stein wurde daraufhin als erster Nationalspieler während einer WM aus dem Kader suspendiert und musste die Heimreise antreten.

#### Europameisterschaft 1988
Bei der Europameisterschaft 1988 im eigenen Land galt Deutschland als einer der Titelfavoriten. Im Halbfinale gegen die Niederlande verlor die von Beckenbauer trainierte Mannschaft gegen den späteren Europameister mit 1:2.

#### Weltmeisterschaft 1990
Die Qualifikation zur Weltmeisterschaft 1990 wurde erst im letzten Spiel gegen Wales sichergestellt, als Deutschland mit dem Siegtreffer durch Thomas Häßler 2:1 gewann. Die Mannschaft wurde in der Gruppe Zweiter hinter den Niederlanden.
Bei der WM in Italien traf die Nationalmannschaft im Achtelfinale auf die Niederlande. Durch einen 2:1-Sieg gelang die erfolgreiche Revanche für die EM-Halbfinalniederlage von 1988. Aufbauend auf mehreren Italien-Legionären hatte Beckenbauer für die Weltmeisterschaft eine spielstarke Mannschaft zusammengestellt, die ihr erstes Spiel gegen Jugoslawien mit einem überragenden Lothar Matthäus 4:1 gewann. Einen solch klaren Turnierauftakt hatte es bei früheren Wettbewerben noch nicht gegeben. Wie schon vier Jahre zuvor gelang es Beckenbauer, sein Team in das Finale zu führen, und wieder hieß der Endspielgegner Argentinien. In einem einseitigen Spiel, das von der deutschen Mannschaft bestimmt wurde, ließ Teamchef Beckenbauer den argentinischen Topstar Diego Maradona durch Guido Buchwald manndecken, so dass Maradona sich spielerisch kaum entfalten konnte.
Deutschland gewann durch einen verwandelten Elfmeter von Andreas Brehme kurz vor Ende der regulären Spielzeit zum dritten Mal den Weltmeistertitel. Damit war Franz Beckenbauer nach Mário Zagallo der zweite Fußballer, der sowohl als Spieler als auch als Teamchef Weltmeister wurde. In Erinnerung blieben insbesondere die Szenen, als er nach Ende des Spiels allein und in Gedanken verloren über den Platz wanderte, während die Spieler Ehrenrunden drehten. Nach der gewonnenen WM erhielt Beckenbauer vom DFB eine Trainerlizenz ehrenhalber. Er trat als erster Teamchef nach einem gewonnenen Pflichtspiel (dem WM-Endspiel) zurück.

### Trainer und sportlicher Direktor in Vereinen (1990 bis 1996)

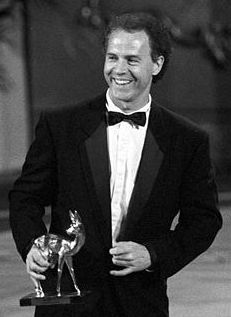
Im November 1990 wurde Beckenbauer mit dem Bambi ausgezeichnet

Im September 1990 holte Bernard Tapie Beckenbauer zu Olympique Marseille. Zunächst wurde Beckenbauer als Technischer Direktor angekündigt, allerdings trat der Trainer der Mannschaft, Gérard Gili, kurz nach Beckenbauers Ankunft zurück, da er Kompetenzgerangel mit dem Deutschen befürchtete.
Beckenbauer war fortan Trainer. Da weder er noch sein Assistent Holger Osieck über die in Frankreich geforderte Lizenz verfügte und der französische Trainerverband mit einer Klage drohte, bekleidete ab Oktober 1990 auf dem Papier Michel Hidalgo das Traineramt in Marseille.
Beckenbauer beklagte im Dezember 1990 die im Verein herrschende Unruhe, es stand bereits Beckenbauers Abschied aus Marseille im Raum, er wechselte dann kurz vor Weihnachten 1990 ins Amt des technischen Leiters. Als Trainer hatte er Marseille zu acht Siegen und fünf Niederlagen geführt. Im weiteren Saisonverlauf erreichte die dann von Raymond Goethals als Trainer betreute Mannschaft das Endspiel des Europapokals der Landesmeister gegen Roter Stern Belgrad, das nach einem 0:0 n. V. mit 3:5 im Elfmeterschießen verloren wurde.
Nachdem Erich Ribbeck beurlaubt worden war, übernahm Beckenbauer am Jahresende 1993 beim FC Bayern München für den Rest der Saison das Training und die Verantwortung über die erste Mannschaft. Der Verein gewann in dieser Saison die deutsche Meisterschaft. Als im April 1996 Trainer Otto Rehhagel freigestellt wurde, übernahm Beckenbauer erneut das Training der Mannschaft und gewann mit ihr das Endspiel im UEFA-Pokal gegen Girondins Bordeaux.

### Funktionär und Sportpolitiker (ab 1991)
Am 25. November 1991 wurde Beckenbauer zum Vizepräsidenten des FC Bayern München gewählt. Von 1994 bis 2009 war er Präsident des Vereins.
Neben seinen Engagements für den FC Bayern München war er von 1998 bis 2010 einer der Vizepräsidenten des DFB. Als Vorsitzender des Bewerbungskomitees unterstützte er erfolgreich die Bewerbung Deutschlands um die Weltmeisterschaft 2006 und wurde anschließend Leiter des Organisationskomitees für die Fußball-Weltmeisterschaft 2006.

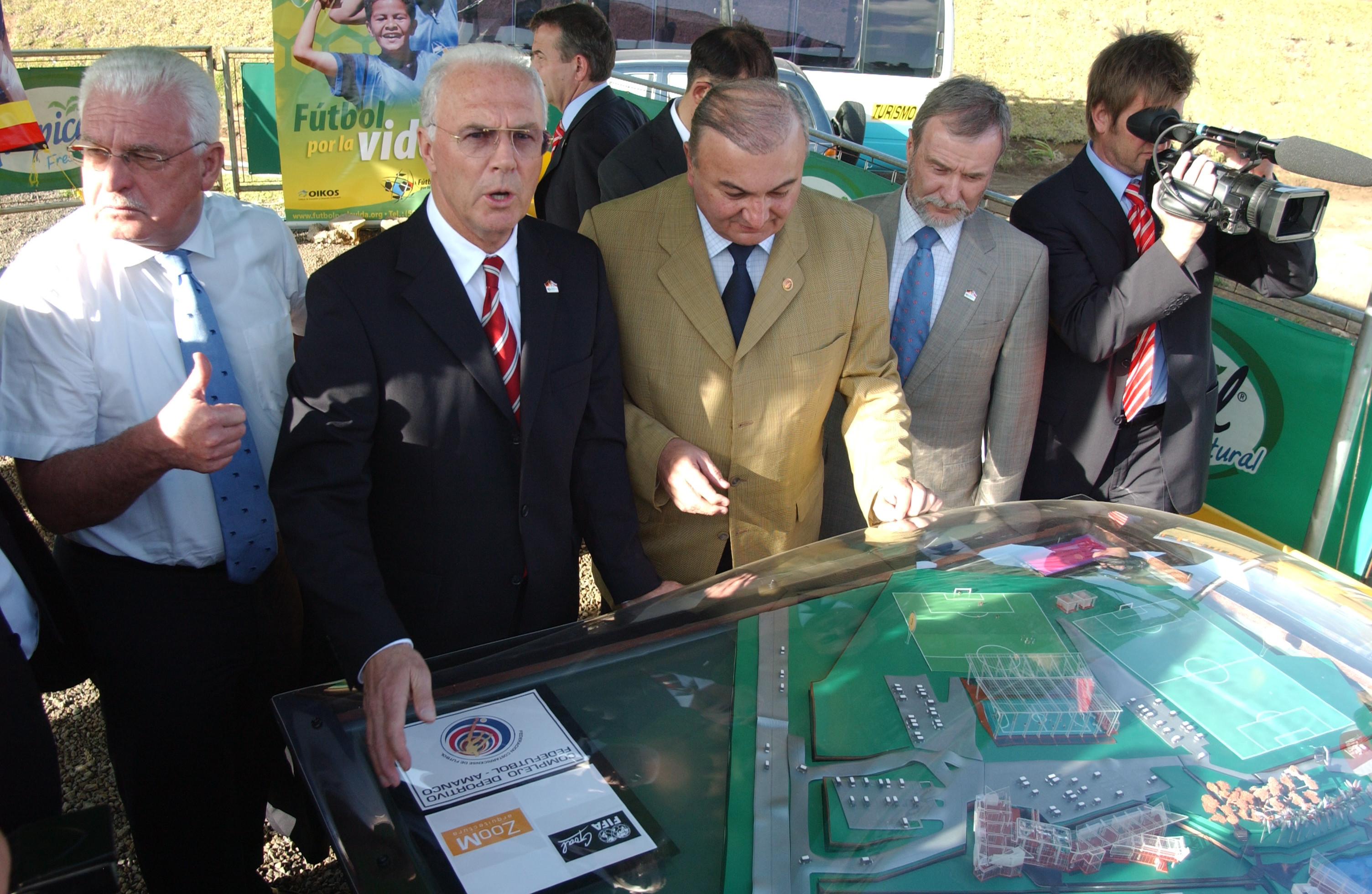
Beckenbauer (2. v. l.) in Costa Rica (2006)

Beckenbauer kündigte Anfang 2005 an, bei der nächsten Wahl um das Präsidentenamt der UEFA zu kandidieren. Nachdem die UEFA-Kommission im estnischen Tallinn am 21. April 2005 entschieden hatte, die Wahl von 2006 auf 2007 zu verschieben, stand der Kandidatur von Franz Beckenbauer, der noch bis Ende 2006 Präsident des Organisationskomitees der WM 2006 war, nichts mehr im Wege. Allerdings hatte Beckenbauer stets betont, nicht gegen den damaligen Präsidenten Lennart Johansson anzutreten, falls dieser nochmals kandidieren sollte. Bei der Wahl am 26. Januar 2007 in Düsseldorf trat Johansson erneut an und Beckenbauer kandidierte nicht. Gegenkandidat von Johansson war der ehemalige französische Fußballnationalspieler und Funktionär Michel Platini. Platini gewann die Wahl mit 27 zu 23 Stimmen.
Von Januar 2007 bis Juni 2011 war Beckenbauer Mitglied des FIFA-Exekutivkomitees.
Von April 2011 bis Oktober 2012 war Beckenbauer Vorsitzender der FIFA Task Force Football 2014, die sich mit der Entwicklung und Zukunft des Fußballs beschäftigte. Weitere Mitglieder waren unter anderem Pelé und Bobby Charlton.

### Medienfigur

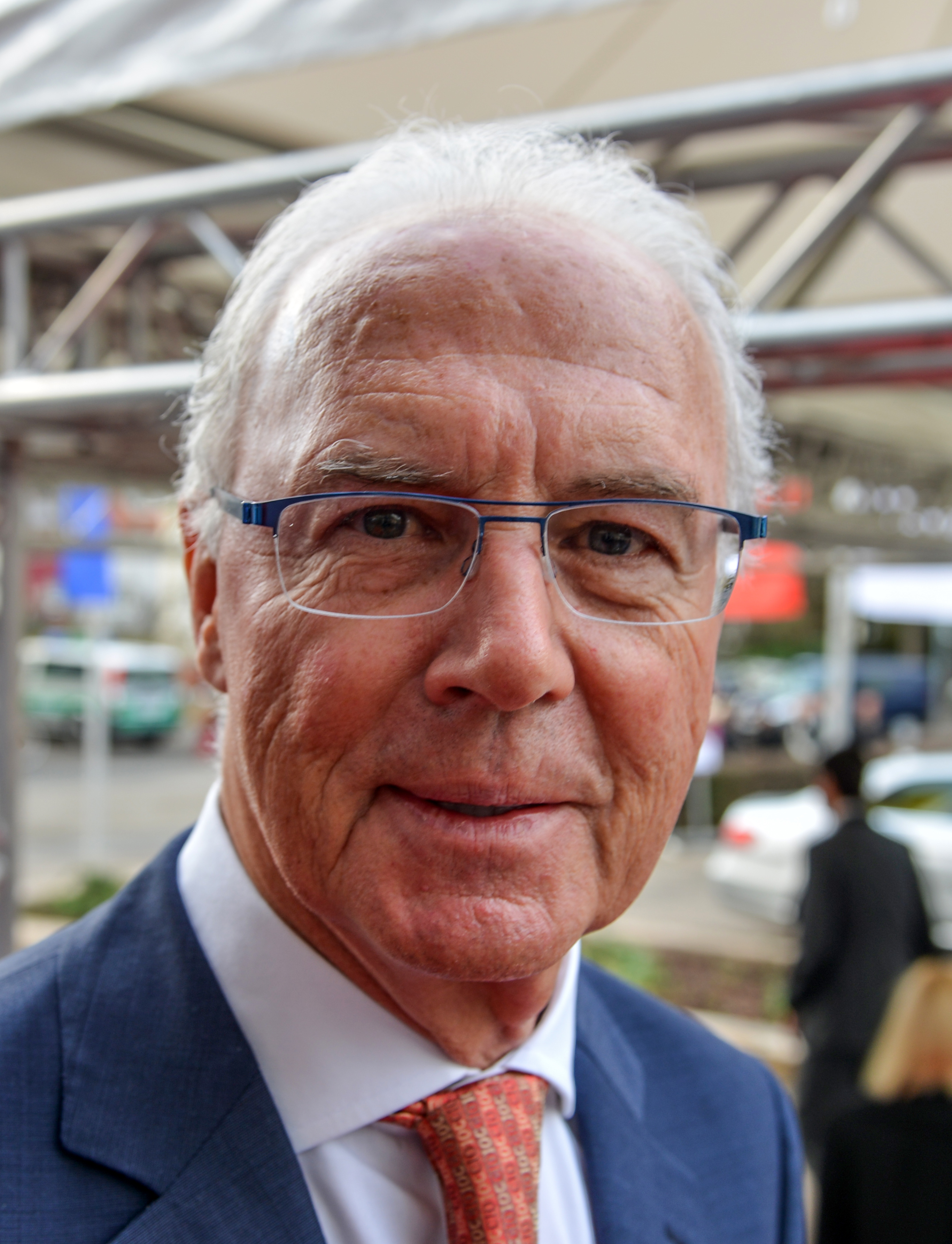
Franz Beckenbauer (2014)

Ab 1966 war Beckenbauer in den Medien und in der Werbung präsent. U. a. nahm er eine Schallplatte mit dem Titel Gute Freunde kann niemand trennen auf. Mit dieser Single kam er Ende 1966 in den deutschen Singlecharts bis auf den 31. Platz. Der Titel wird auch heute gelegentlich eingespielt, wenn über ihn berichtet wird.
Für den Lebensmittelhersteller Knorr machte er Werbung für Suppen (Slogan: „Kraft in den Teller – Knorr auf den Tisch“) im Vertragswert von 12.000 Mark. 1971 spielte er in der Fernsehkomödie Olympia-Olympia unter der Regie von Kurt Wilhelm mit, zwei Jahre später erschien der halbdokumentarische Film Libero in den Kinos.
Nach seiner aktiven Zeit als Sportler und Teamchef nutzte Beckenbauer seine Popularität als Fernsehkommentator sowie für eine Kolumne in der Bild und warb im In- und Ausland für zahlreiche Produkte. Das Motto „Ja, is’ denn heut’ scho’ Weihnachten?“ aus dem Werbespot des Mobilfunknetzbetreibers E-Plus lief drei Jahre im deutschen Fernsehen und wurde geradezu sprichwörtlich. Ein weiterer bekannter Werbeslogan ist „Da legst di nieder“, der in der O2-Werbung verwendet und darüber hinaus Gegenstand eines Rechtsstreits zwischen O2 Germany und E-Plus wurde.
Im Juni 2000 prägte er in seiner Kolumne den Begriff Rumpelfußball für unter anderem das schlechte Abschneiden der deutschen Nationalmannschaft bei der EM 2000, der zu einem festen Fußballbegriff wurde und wofür er vom Pons-Verlag, gemeinsam mit einer Journalistin, für diese Wortneuschöpfung eine Auszeichnung erhielt. Beckenbauer wurde zu seinem 60. Geburtstag mit einer Gala im ZDF geehrt.
Die Österreichische Post gab am 12. April 2006 eine Briefmarke für 75 Cent zu Beckenbauers Ehren heraus (Michel-Nr. 2579). Das für die Marke verwendete Porträt, eine mehrfarbige Lithographie, war von Andy Warhol 1977 während Beckenbauers Zeit bei Cosmos New York gestaltet worden. Die Post in Malta brachte eine Briefmarke mit dem Porträt Beckenbauers im Nationaltrikot für 27 Cent anlässlich der Fußball-WM 2006 heraus.
Anfang Juni 2015 wurde die mit dem Grimme-Preis 2016 ausgezeichnete Fernseh-Satire Schorsch Aigner – Der Mann, der Franz Beckenbauer war im Ersten ausgestrahlt. In ihr wird die vom Komiker Olli Dittrich verkörperte Kunstfigur Hans-Georg „Schorsch“ Aigner als Franz Beckenbauers Doppelgänger vorgestellt.
Der 90-minütige ARD-Dokumentationsfilm Beckenbauer zeichnet Franz Beckenbauers Leben nach; Prominente und ehemalige Weggefährten kommen hierbei in Interviews zu Wort. Zufällig war die Erstausstrahlung des Films für den Abend des 8. Januar 2024 geplant – wenige Stunden vor dem Sendetermin wurde Franz Beckenbauers Tod bekanntgegeben. Der Film wurde wie geplant gesendet.

### Botschafter des Verbandes russischer Gasproduzenten
Ende Mai 2012 wurde Beckenbauer zum Global Ambassador des Verbandes russischer Gasproduzenten (RGO), der vom russischen Erdgaskonzern Gazprom geführt wird. Beckenbauers Auftrag war, die Rolle des russischen Erdgases in Europa populärer zu machen. Der finanzielle Rahmen des Vertrags wurde nicht mitgeteilt.
Nach Beckenbauers Angaben wurde sein Management erstmals Mitte 2011 von RGO angesprochen, um einen Vertrag anzubahnen.
Bereits im Juni 2010 vor Vergabe der Fußball-Weltmeisterschaften 2018 und 2022 durch das FIFA-Exekutivkomitee hatte es Hinweise gegeben, dass Beckenbauer Botschafter für Gazprom werden könnte.

## Titel als Spieler

### Nationalmannschaft

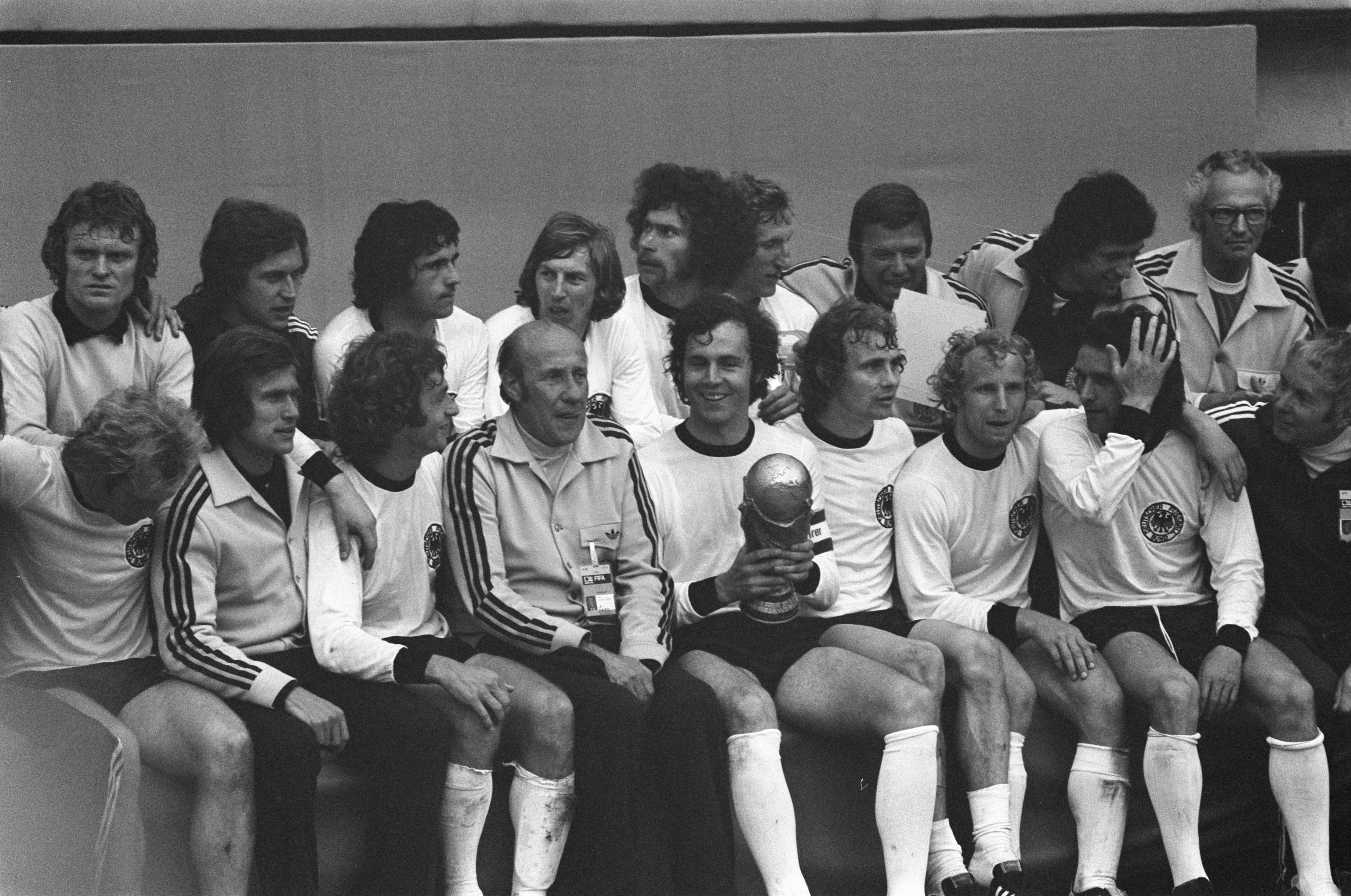
Beckenbauer mit dem WM-Pokal (1974)

- Weltmeister: 1974
- Europameister: 1972

### Vereine
International
- Sieger des Europapokals der Landesmeister (3): 1974, 1975, 1976 (alle FC Bayern München)
- Sieger des Europapokals der Pokalsieger: 1967 (FC Bayern München)
- Weltpokal-Sieger: 1976 (FC Bayern München)

Deutschland
- Meister (5): 1969, 1972, 1973, 1974 (alle FC Bayern München), 1982 (Hamburger SV)
- Pokalsieger (4): 1966, 1967, 1969, 1971 (alle FC Bayern München)
- Aufstieg in die Bundesliga: 1965 (FC Bayern München)
- Meister der Regionalliga Süd: 1965 (FC Bayern München)

Nordamerika
- Meister der North American Soccer League (3): 1977, 1978, 1980 (alle New York Cosmos)

## Titel als Trainer
- Weltmeister: 1990
- Französischer Meister: 1991 (Olympique Marseille)
- Deutscher Meister: 1994 (FC Bayern München)
- UEFA-Cup-Sieger: 1996 (FC Bayern München)

## Auszeichnungen
- Ballon d’Or (Europas Fußballer des Jahres): 1972, 1976
- Wahl ins Ballon d’Or Dream Team (2020)
- Deutschlands Fußballer des Jahres: 1966, 1968, 1974, 1976
- Deutschlands Fußballer des Jahrhunderts: 2000
- Torschütze des Monats: Februar 1972[81], März 1974[82]
- Bester Junger Spieler bei der WM 1966 (nachträglich per Internetabstimmung von der FIFA ermittelt)
- Wahl ins All-Star-Team der Europameisterschaft: 1972, 1976
- Most Valuable Player der NASL: 1977
- Ehrenspielführer der deutschen Fußballnationalmannschaft: 1982
- Silbernes Lorbeerblatt: 1966, 1967
- Mann des Jahres im deutschen Fußball: 1990, 2006
- Kicker-Libero des Jahres: 1974, 1976, 1981
- Kicker-Trainer des Jahres: 1994
- FIFA-Weltauswahl des 20. Jahrhunderts: 1998
- Platz 3 bei der Wahl zum Weltfußballer des 20. Jahrhunderts: 1999
- Auszeichnung Genie des Weltfußballs durch die IFFHS: 2007
- Aufnahme in die FIFA 100: 2004
- FIFA-Verdienstorden: 1984
- FIFA Presidential Award: 2012
- Ehrennadel der FIFA
- Jahrhundert-Verdienstorden des Fußball-Weltverbandes FIFA: 2004
- Laureus World Sports Awards, Preis für das Lebenswerk: 2007
- Golden Foot – Legende: 2010
- Spanischer Sportpreis Marca Leyenda für sein Lebenswerk: 2012
- Verdienstkreuz am Bande des Verdienstordens der Bundesrepublik Deutschland: 1976
- Verdienstkreuz 1. Klasse des Verdienstordens der Bundesrepublik Deutschland: 1986
- Großes Verdienstkreuz des Verdienstordens der Bundesrepublik Deutschland: 2006
- Großer Verdienstorden am Bande (höchste Auszeichnung) des Südamerikanischen Fußballverbandes CONMEBOL: 2006
- Bayerischer Verdienstorden: 1982
- Goldener Ehrenring der Stadt München: 1982
- Goldene Ehrenmünze der Landeshauptstadt München: 1995
- Goldene Europa: 2000
- Bayerischer Sportpreis: 2005
- Niedersächsischer Verdienstorden 1. Klasse: 2008
- Verdienstorden des Landes Nordrhein-Westfalen: 2009
- Hans-Rosenthal-Ehrenpreis: 2010[83]
- Bayerische Staatsmedaille für soziale Verdienste: 2011
- Bayerische Verfassungsmedaille in Gold: 2012
- Bronzener Bravo Otto: 1974, 1975
- Silberner Bravo Otto: 1976
- Bambi: 1986, 1990, 1995, 2000
- Bambi in der Kategorie Millennium-Bambi: 2005
- Ehrenpräsident des FC Bayern München:[84] 2009
- Ehrendoktor der Nationalen Sportakademie Sofia: 2004
- Big Brother Award (Negativpreis), stellvertretend für das WM-Organisationskomitee des DFB für die Eintrittskarten der Fußball-Weltmeisterschaft 2006: 2005
- Auszeichnung mit der Goldenen Sportpyramide der Deutschen Sporthilfe für sein Lebenswerk und Aufnahme in die Hall of Fame des deutschen Sports: 2006
- Walther-Bensemann-Preis bei der Verleihung des Deutschen Fußball-Kulturpreises: 2006
- Joachim-Deckarm-Preis für seinen Einsatz zu Gunsten des Deckarm-Fonds: 2014
- Ehrenmitglied des Deutschen Fußball-Bundes
- Ehrenmitglied des Deutschen Ringer-Bundes
- Ehrenmitglied des Österreichischen Ringsportverbands
- Einstufung als Weltklasse in der Rangliste des deutschen Fußballs: 27-mal zwischen 1966 und 1977
- UEFA President’s Award: 2012
- Bayerischer Sportpreis als Jahrhundertsportler: 2018
- Aufnahme in die erste Elf der Hall of Fame des deutschen Fußballs des Deutschen Fußballmuseums: 2018[85]
- Mitglied der Hall of Fame des FC Bayern München
- Deutscher Fußball Botschafter, Ehrenpreis für sein Lebenswerk: 2018[86]
- Sport-Bild-Award für sein Lebenswerk: 2024 (postum)
- Ballon d’Or 2024 – Auszeichnung für sein Lebenswerk: 2024 (postum)[87]

## Würdigungen
- 2007 wurde vom FC Bayern München ein Turnier mit dem Franz-Beckenbauer-Cup nach ihm benannt, in dessen weiterem Verlauf es 2010 zu einem nachträglichen Abschiedsspiel Beckenbauers kam. Er führte den Anstoß aus, nahm jedoch nicht regulär am Spiel teil.[88]
- Die Anschrift der Allianz Arena sollte ursprünglich ab dem ersten Todestag Beckenbauers, dem 7. Januar 2025, in Franz-Beckenbauer-Platz 5 geändert werden – im Gedenken an Beckenbauer und mit dessen Rückennummer „5“.[89] Die Änderung der Anschrift ist zum 1. Mai 2025 vollzogen worden.[90] Die offizielle Einweihung der Beschilderung erfolgte am 5. Mai 2025 in Anwesenheit der Familie Beckenbauers sowie von Vertretern des FC Bayern, Weggefährten und Mitgliedern des Stadtrats von München.[91]
- Auf der Jahreshauptversammlung am 8. Dezember 2024 gab der FC Bayern bekannt, Franz Beckenbauers Rückennummer „5“ im Gedenken an ihn zukünftig nicht mehr zu vergeben.[92]
- Ab der Austragung im Jahr 2025 trägt der DFL-Supercup den Namen Franz-Beckenbauer-Supercup.[93]
- Mit Bezug auf sein 125. Vereinsjubiläum trug der FC Bayern zu Ehren Beckenbauers am 17. März 2025 ein einmaliges Legenden-Turnier unter dem Namen Beckenbauer Cup aus. Gastmannschaften waren die Legenden-Teams Veteranos Real Madrid, AC Milan Glorie, Borussia Dortmund Traditionsmannschaft, VfB Stuttgart Legenden sowie Ajax Amsterdam.[94][95] Die FC Bayern Legends gewannen im Finale mit 4:0 gegen die Veteranos Real Madrid.[96]
- Anfang März 2025 wurde ein aus Glasgewebe gefertigtes überdimensionales Trikot mit der Aufschrift „Beckenbauer“ und dessen Rückennummer „5“ unters Dach der Allianz Arena gezogen. Somit wird Beckenbauer auch damit geehrt, dass seine Rückennummer „5“ beim FC Bayern nicht mehr vergeben wird.[97]

## Sonstiges

### Spitzname „Der Kaiser“
Seit 1968 wird Beckenbauer von den Medien und Fans als „Kaiser“ bezeichnet. Häufig wird fälschlicherweise als Herkunft der Bezeichnung folgende Anekdote erzählt: Anlässlich eines Freundschaftsspiels des FC Bayern München in Wien im Jahr 1971, im Zuge des Vereinsjubiläums von Austria Wien, wurde er für Fotoaufnahmen in der Hofburg neben einer Büste des früheren österreichischen Kaisers Franz Joseph I. platziert.
In einem von Sepp Graf verfassten Artikel wurde er als „Fußball-Kaiser“ bezeichnet, woraufhin sich die Bezeichnung „Kaiser“ rasch verbreitete und verselbstständigte. Diese Version bestätigt auch Manuel Neukirchner in einem Text in der Frankfurter Allgemeinen Zeitung. Über die Fotografie des österreichischen Fotografen Herbert Sündhofer schreibt er, dass sich „durch diese Aufnahme und ihre mediale Verbreitung die passende Metapher für den Ausnahmefußballer mit der Aura des Unantastbaren gefunden“ hatte und es „von nun an ein sprachliches Etikett, das die Anmut seines Spiels und die Souveränität seines Auftritts adäquat auf den Punkt brachte“, gab.
Diese Begründung für den Spitznamen von Franz Beckenbauer ist legendär und wurde von Beckenbauer auch gern erzählt. Ein Artikel der Welt am Sonntag beschreibt hingegen eine andere Version: Demnach habe die – ebenfalls aus dem Axel Springer-Verlag stammende – Bild-Zeitung Beckenbauer am 10. Juni 1969 als „Kaiser der Nation“ in Anlehnung an seinen Doppelpasspartner Gerd Müller, genannt „Bomber der Nation“, bezeichnet, nachdem die Bayern erstmals Meister der Bundesliga geworden waren und Beckenbauer zum dritten Mal in Folge von Reportern die beste Saison-Durchschnittsnote aller Ligaspieler bekommen hatte. Dieser Titel verfestigte sich, als Beckenbauer am 14. Juni 1969 im Pokalendspiel gegen den FC Schalke 04 seinen Gegenspieler Reinhard Libuda, genannt der „König von Westfalen“, gefoult hatte, woraufhin ihn die Schalker Fans fortwährend ausbuhten. Als Provokation jonglierte er vor ihrer Fankurve den Ball etwa 40 Sekunden in der Luft. Die Presse suchte eine Steigerung zum „König“ – der „Kaiser“ war geboren. Populär wurde diese Bezeichnung wohl aber erst zwei Jahre später.
Franz Beckenbauers ehemaliger Wohnsitz in Oberndorf in Tirol befand sich am Kaiserweg; allerdings wurde die Straße nach dem Wilden Kaiser benannt, der sich in Sichtweite seines Tiroler Bauernhauses befindet.

### Glaube
Beckenbauer war katholisch. Zur Fußball-WM 1990 in Italien wurden Beckenbauer und die deutsche Nationalmannschaft von dem Kapuzinerpater Matthias Doll begleitet. Dieser erlebte Beckenbauer als gläubigen Menschen. Auf Beckenbauers Veranlassung hielt er einen Gottesdienst für die Nationalmannschaft und segnete später Beckenbauers Haus mit einer Kerze aus dem oberbayerischen Marienwallfahrtsort Altötting. In seiner Autobiographie Ich – Wie es wirklich war von 1992, an der der Bild-Kolumnist Franz-Josef Wagner als Ghostwriter beteiligt war, schreibt Franz Beckenbauer, dass er an Reinkarnation glaube.

### Soziales Engagement
Zum Ende seiner Profi-Karriere als Bundesliga-Spieler gründete er am 15. Mai 1982 in Hamburg die Franz-Beckenbauer-Stiftung zur Unterstützung von Behinderten und Kranken und Menschen, die unverschuldet in Not geraten sind. Zu den Einnahmen aus seinem Abschiedsspiel vom 1. Juni 1982 (Hamburger Sportverein versus Deutsche Fußballnationalmannschaft 2:4) von 800 000 DM gab er noch 200 000 DM für die Stiftung dazu. Für seine Stiftung hatte er bis zum Ende seines Lebens mehr als 20 Millionen Euro gesammelt.
Beckenbauer engagierte sich auch für das Team der Augsburger Benefiz-Fußballelf Datschiburger Kickers, die sich dem Fundraising für wohltätige Zwecke verschrieben hat. Die Stiftung trug dazu bei, aus Beckenbauer eine Sportmarke zu machen. Ab 2013 war er zudem Botschafter des internationalen Kindersozialprojekts Football for Friendship.

## Kritik

### Kritik an Beckenbauer als Teamchef
Als die Nationalelf beim Vierländerturnier vor Ostern 1988 blamable Leistungen zeigte, bescheinigte Paul Breitner dem Teamchef Beckenbauer eine „Horror-Taktik“ und mutmaßte, der deutsche Fußball könne durch das dilettantische Wirken seiner einstigen Glanzfigur „größeren Schaden erleiden“. Für den „Riesenmist“ der deutschen Spieler sei in erster Linie der Teamchef verantwortlich, der die „Jungs“ so verunsichere, dass „anständiger Fußball gar nicht mehr möglich“ sei. Ein paar Tage später legte Udo Lattek nach. Die Nationalspieler sah Lattek „durch die übermächtige Stellung von Franz blockiert“. Sie würden spüren, dass Beckenbauer „sie verachtet, weil er ja (unbestritten) alles viel besser konnte“. Und: So viele schlechte Spiele wie zuletzt, da war sich Lattek sicher, hätte Beckenbauers Vorgänger Jupp Derwall, der im Juni 1984 wegen Erfolglosigkeit entlassen worden war, „nicht überlebt“.

### Steueraffäre
Kritiker wiesen in der Vergangenheit wiederholt darauf hin, dass Beckenbauer Deutschland als optimalen Lebensmittelpunkt schildere, während er selbst Österreich als Lebensmittelpunkt wählte, und verwiesen in diesem Zusammenhang auf das österreichische Steuersystem. Im Februar 2008 rügte u. a. der damalige deutsche Finanzminister Peer Steinbrück die Steuerflucht gut betuchter Deutscher wie Beckenbauer, Michael Schumacher und anderer. Er mahnte ihre Verpflichtung an, der deutschen Gesellschaft, in der ihre Karrieren ermöglicht wurden, etwas zurückzugeben.
In den 1970er Jahren musste Beckenbauer 1,8 Millionen DM Steuern nachzahlen, nachdem sich eine Steuerspar-Konstruktion als nicht vereinbar mit den deutschen Steuergesetzen erwiesen hatte.
1986 wurde der Kanton Obwalden wegen illegaler Steuerabkommen unter „Steuervormundschaft“ gestellt und Franz Beckenbauer zu einer Buße und Steuernachzahlungen in Höhe von 1,8 Millionen D-Mark verurteilt, weil er versucht hatte mit Hilfe von Hans Hess über 1,2 Millionen Schweizer Franken am Finanzamt vorbeizuschleusen.

### Kritik wegen Aussage zu „Sklaven in Katar“
Hinsichtlich der Situation der Arbeitsmigranten in Katar auf den Baustellen für die Fußball-Weltmeisterschaft 2022 stellte er sklavenähnliche Zustände in Abrede. Amnesty International hatte zuvor erneut auf die Arbeitsbedingungen in dem Golfstaat hingewiesen.
Wegen der zynisch wirkenden Äußerung regte sich teils heftige Kritik.

„Ich habe noch nicht einen einzigen Sklaven in Katar gesehen, also die laufen alle frei rum, weder in Ketten gefesselt und auch mit irgendwelcher Büßerkappe am Kopf, also das habe ich noch nicht gesehen. Also, wo diese Meldungen herkommen, ich weiß es nicht. Also, ich habe mir vom arabischen Raum […] ein anderes Bild gemacht und ich glaube, mein Bild ist realistischer.“

Mehrere Journalisten nahmen in ihrer Berichterstattung Bezug auf Berti Vogts. Zitat Florian Hagemann (Hessische/Niedersächsische Allgemeine): „Mit seinem jüngsten Zitat spielt Beckenbauer nun in einer Liga mit Berti Vogts, seinem einstigen Kollegen in der Nationalmannschaft und seinem Nachfolger als Bundestrainer. Während der Weltmeisterschaft 1978 bezeichnete Vogts das von einer Militärdiktatur regierte Gastgeberland Argentinien als ‚Land, in dem Ordnung herrscht. Ich habe keinen einzigen politischen Gefangenen gesehen.‘“
Auch im Zuge der WM-Vergabe 2022 geriet Beckenbauer erneut unter Korruptionsverdacht.

### Korruptionsvorwürfe bei der Vergabe der WM 2006

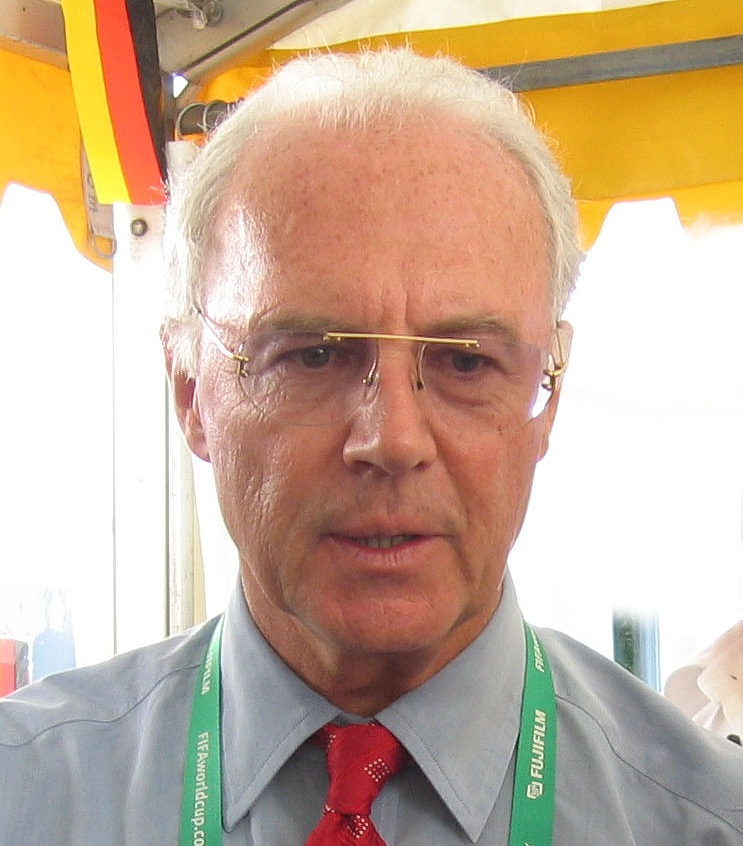
Beckenbauer (2006)

Im Oktober 2015 berichtete das Magazin Der Spiegel über ein Darlehen von Robert Louis-Dreyfus an das Organisationskomitee der WM 2006 in Höhe von zehn Millionen Schweizer Franken, das laut Spiegel mutmaßlich zum Stimmenkauf verwendet wurde.
Beckenbauer zufolge habe sich das Organisationskomitee das Geld 2002 geliehen, weil die FIFA im Gegenzug für die Zahlung eines Zuschusses in Höhe von 250 Millionen Schweizer Franken eine Zahlung in Höhe von zehn Millionen Schweizer Franken gefordert hätte. Bei der internen Untersuchung des DFB wurde ein von Beckenbauer und Jack Warner ausgehandelter Vertragsentwurf gefunden, in dem Warner umfangreiche Leistungen zugesagt wurden.
Die Untersuchung durch die Kanzlei Freshfields Bruckhaus Deringer ergab, dass das Geld auf ein Konto des katarischen Unternehmens Kemco, das sich im Besitz von Mohamed bin Hammam befindet, transferiert wurde. Die weitere Verwendung des Geldes konnte nicht rekonstruiert werden.
Die schweizerische Bundesanwaltschaft hat am 6. November 2015 ein Strafverfahren gegen Beckenbauer wegen des Verdachts auf Betrug, ungetreue Geschäftsbesorgung, Geldwäsche und Veruntreuung eingeleitet. Am Ende des Jahres 2015 hat der DFB Güteanträge bei der Öffentlichen Rechtsauskunft- und Vergleichsstelle gestellt, um die Verjährung des Anspruchs auf Schadensersatz zu verhindern.
Die Ermittlungsakte sieht in Beckenbauer einen wesentlichen Drahtzieher eines Stimmenankaufs für die WM-Entscheidung. Einer möglichen Anklage durch die Schweizer Bundesanwaltschaft (BA) im Jahr 2019 entging Beckenbauer aufgrund eines Attests seiner Ärzte. In diesem wird sein schlechter Gesundheitszustand ausgeführt, der eine Vernehmung ausschließe, da jede Anstrengung für ihn lebensgefährlich sein könne.
Posthum wurde Franz Beckenbauer u. a. von Sepp Blatter, Lothar Matthäus und Matthias Sammer verteidigt; letzterer sagte: „Er hat die Weltmeisterschaft als Spieler und als Trainer gewonnen und dann alles getan, um sie auch nach Deutschland zu bringen. Wir alle haben Franz Beckenbauer vorgeschickt und alle wussten, mit welchem korrupten System, welchen Anforderungen, die dieses Fifa-Konzil in sich trägt, er es am Ende zu tun haben würde. Ich weiß nicht, wie er es am Ende geschafft hat, die WM 2006 nach Deutschland zu bringen. Ihn dann aber so zu attackieren, weil er dafür dieses System irgendwo bearbeiten musste, das ist Heuchelei.“ Ähnlich äußerten sich in Interviews die in der fraglichen Zeit zuständigen Bundesminister Joschka Fischer, Bundesaußenminister (1998–2005). Wolfgang Schäuble, Bundesinnenminister (1989–1991, 2005–2009) und Otto Schily, Bundesinnenminister (1998–2005).

### Vorwürfe wegen Honorars zur WM 2006
Im September 2016 wurde durch Medienberichte bekannt, dass Franz Beckenbauer für seine Arbeit als Präsident des Organisationskomitees der WM 2006 insgesamt 5,5 Millionen Euro aus einem Werbevertrag mit der Sportwette ODDSET des Deutschen Lotto- und Totoblocks erhalten hat. Bislang hatte der DFB behauptet, Beckenbauers Tätigkeit sei ehrenamtlich gewesen. Erst nachdem das Finanzamt Frankfurt am Main vier Jahre später eine Betriebsprüfung beim DFB durchgeführt hatte, wurde das Honorar Ende 2010 durch den Verband versteuert. Beckenbauer erstattete später den ca. 20-prozentigen Vorabzugssteuerbetrag an den DFB zurück.

### Vorwürfe wegen Honorars zur WM 2010
Die FIFA übernahm 2005 die Zahlung von 1,7 Millionen Euro an Franz Beckenbauer, Fedor Radmann und Andreas Abold für deren Tätigkeit als Berater der südafrikanischen WM-Bewerbung vom südafrikanischen Fußballverband, obwohl sie Bewerbungskosten nicht erstatten darf. Das Geld für Beckenbauer floss dabei auf ein Konto in Gibraltar.

### Vorwürfe wegen Honorars von der FIFA
Zwischen 2008 und 2011 zahlte die FIFA 5,4 Millionen Schweizer Franken, die als Löhne und Zulagen von Beckenbauer deklariert waren, auf ein Konto von Fedor Radmann, der anschließend die Hälfte auf ein Konto von Beckenbauer weiterleitete. Radmann soll seiner Bank verschwiegen haben, dass Beckenbauer der wahre Berechtigte des Geldes war, weshalb die schweizerische Bundesanwaltschaft ein Strafverfahren wegen des Verdachts auf Urkundenfälschung und Geldwäsche gegen ihn einleitete.

### Verstöße gegen das FIFA-Ethikreglement
Am 13. Juni 2014 wurde Beckenbauer von der FIFA-Ethikkommission für 90 Tage gesperrt, weil er Fragen des Vorsitzenden der Untersuchungskammer, Michael J. Garcia, zur Vergabe der Weltmeisterschaften 2018 und 2022 nicht beantworten wollte.
Nach der Beantwortung der Fragen wurde die Sperre am 27. Juni 2014 wieder aufgehoben. Im Februar 2016 wurde er wegen des Verstoßes gegen drei Artikel des FIFA-Ethikreglements von der FIFA-Ethikkommission verwarnt und mit einer Geldstrafe in Höhe von 7000 Schweizer Franken belegt. Er galt dadurch FIFA-intern als vorbestraft.

## Musik
Die Single Du allein aus dem Jahr 1966 enthält als B-Seite das Lied Gute Freunde kann niemand trennen, das als Grund für den Erfolg der Single angesehen wird und seitdem wiederholt in Zusammenhang mit Beckenbauer gespielt wurde. 1967 folgte Du bist das Glück. Beide Singles erschienen bei Polydor.

## Buchveröffentlichungen
- Dirigent im Mittelfeld. Copress-Verlag, München 1966.
- Einer wie ich. C. Bertelsmann, München 1975, ISBN 3-570-01943-8.
- Ich – Wie es wirklich war. C. Bertelsmann, München 1992, ISBN 3-570-02079-7.
- Tour de Franz. Goldmann, 2000, ISBN 3-442-15016-7.
- mit Dettmar Cramer: Nicht nur ein Spiel! Rowohlt, Reinbek 2006, ISBN 3-498-00640-1.

## Filme
- Olympia – Olympia. Komödie, Deutschland 1971, Regie: Kurt Wilhelm.
- Libero. Semi-dokumentarischer Spielfilm, Deutschland 1973, Regie: Wigbert Wicker.
- Die Franz Beckenbauer Story – „Meine größten Spiele“. Warner Home Video + DVD, 1983, 110 Min., von Werner-Johannes Müller und Pit Weyrich.[144]
- ARD-Legenden: Franz Beckenbauer. Dokumentation, ARD, 2003, 45 Min., Regie: Christian Weisenborn.
- Fußball – ein Leben: Franz Beckenbauer. Dokumentation, ARD, 2015, 90 Min., Regie: Thomas Schadt.[145]
- Der Ball war mein Freund – Franz Beckenbauer zum 75. Ein Porträt von Thomas Klinger, ARD 2020.
- Mensch Beckenbauer! – Schau’n mer mal. Dokumentarfilm aus Anlass des 75. Geburtstags von Franz Beckenbauer, ZDF, 2020, 44 Min., Regie: Uli Weidenbach.
- Der Kaiser. Filmbiografie, Sky, 2022, 104 Min., Regie: Tim Trageser
- Beckenbauer. Dokumentation, ARD/BR, 2024, 90 Min., von Philipp Grüll und Christoph Nahr.[146]
- Beckenbauer – Der letzte Kaiser. 3-teilige Dokumentation, Arte/ZDF/MagentaTV, 2024, 156 Min., Regie: Torsten Körner.